# ハーリンジン (テキサス州)
ハーリンジン（英: Harlingen、[ˈhɑːrlɪndʒɪn] HAR-lin-jin）は、アメリカ合衆国テキサス州のキャメロン郡にある都市。人口は7万1829人（2020年）。郡庁所在地ブラウンズビルの北西に位置しており、アメリカ＝メキシコ国境に近い。メキシコ湾岸からは48キロメートル離れている。国内では生活費が安い都市である。

## 歴史
ハーリンジン市は、キャメロン郡北西部のアメリカ国道77号線（州間高速道路69号線東）とアメリカ国道83号線（州間高速道路2号線）が交わる戦略的な位置にあり、物流、交通、工業の中心として発展してきた。1904年、ロン・C・ヒルが商業用水路としてコロラド峡谷を使う計画を立てた。川の北岸に建設した町には、オランダのフリースランド州にある都市ハルリンゲンからその名前を付けた。同年に郵便局が設立された。1905年、ヒルホーム近くに児童15人で最初の学校が開校した。その場所はハーリンジンで最初の住居が建てられた所だった。1910年4月15日には法人化され、このとき人口は1,126人だった。1920年の国勢調査では1,748人だった。当初の経済はほとんど農業依存だった。主要産物は野菜と綿花だった。
第二次世界大戦で軍事施設が造られ、ハーリンジン市の人口は1950年の23,000人から1960年の41,000人にまで飛躍した。ハーリンジン陸軍飛行場がハーリンジン空軍基地となり、その後1962年には閉鎖された。その後は1972年の33,603人に落ち込んだが、1980年には40,824人と再び増加に転じた。地元企業は放棄された基地と関連住宅の買収と利用に集中し、多様化経済の発展を続けるための基盤を築いた。1985年7月の推計人口は49,000人となっており、その約80%はヒスパニックだった。1980年代後半、観光業収入が柑橘類栽培に次いで第2位となり、その後には穀物と綿花が続いていた。卸売業や小売業、軽工業や中量工業、さらに各種サービス業が追加され、経済基盤を広げてきた。多面的な退職後の町の大規模建設が新しい産業発展の段階を築いた。
ハーリンジン市は爆撃機も着陸に利用していた繁華な工業用空港を運営している。バレー国際空港では、コンフェデレイト空軍（現在の記念空軍）が1991年までハンガーとエプロンを独占していた。1976年に当地で行われた航空ショーでは、広島市に原子爆弾を投下した「エノラ・ゲイ」の機長ポール・ティベッツを招き、B-29爆撃機から爆弾を投下して（実際は地上で爆薬を爆発させ）キノコ雲を作るイベントが行われた。このイベントが日本国内で報道されると直ちに日本の広島市長、日本政府が抗議を行い、後にアメリカ政府が謝罪する事態に発展した。
ハーリンジンで最初の病院は1923年に開院しており、2つ以上の兵舎をその翼として使っていた。数年後には近くにバレー・バプテスト病院が建設され、その後に古い病院が閉鎖された。バレー・バプテスト病院はバレー・バプテスト医療センターと大きくなった。市内の医療専門家と施設の傑出したネットワークが市の成長ととも発展した。地域の医療需要については南テキサス州立チェスト病院、州立子供病院、リオグランデ州立精神病院と精神遅滞センターも機能している。
ハーリンジン市の生徒は公立学校や私立の教会系学校の他に、大学予備学校、マリーン士官学校、テキサス州工業カレッジ、リオグランデ職業および社会復帰教室に入学することができる。市民と文化の発展は、町の成長と軌を一にしてきた。町で運営されている共済組合や市民組織には、ロータリー、キワニス、ライオンズ、オプティミスト、20-30、VFW、アメリカン・リージョン、ローワーバレー・コティヨンなどのクラブがある。市内の多くの婦人会活動の中心として婦人の建物が維持されている。リオグランデ・アートリーグ、アートフォーラム、リオグランデ・バレー市民協会などの組織が芸術の発展と鑑賞を奨励しており、2,300席のハーリンジン市民公会堂では冬のコンサート・シリーズを開催している。毎年3月にはリオグランデ・バレー国際音楽祭が開催されている。新聞は1951年に創刊された週刊紙「ハーリンジン・プレス」と、1911年に創刊された日刊紙「バレー・モーニング・スター」がある。1990年には人口48,735人となった。1992年、ボランティア精神と自立計画が評価されて「オールアメリカン・シティ」に挙げられた。2000年、人口は57,564人、企業数は2,549社となった。

## 地理
アメリカ合衆国国勢調査局に拠れば、市域全面積は34.3平方マイル (89 km2)であり、このうち陸地34.1平方マイル (88 km2)、水域は0.3平方マイル (0.78 km2)で水域率は0.76%である
土壌は砂の多いローム層から粘土層が織りなされている。pHは7.2から8.5（最も多いのは8.2近辺）で、中性から弱アルカリ性である。大半は水はけが良い方あるいは良い。塩分の多い粘土層で水はけが悪い地域も幾らかある。

## 気候
| ハーリンジンの気候             | ハーリンジンの気候 | ハーリンジンの気候 | ハーリンジンの気候 | ハーリンジンの気候 | ハーリンジンの気候 | ハーリンジンの気候 | ハーリンジンの気候 | ハーリンジンの気候 | ハーリンジンの気候 | ハーリンジンの気候 | ハーリンジンの気候 | ハーリンジンの気候 | ハーリンジンの気候 |
| 月                             | 1月                | 2月                | 3月                | 4月                | 5月                | 6月                | 7月                | 8月                | 9月                | 10月               | 11月               | 12月               | 年                 |
| ------------------------------ | ------------------ | ------------------ | ------------------ | ------------------ | ------------------ | ------------------ | ------------------ | ------------------ | ------------------ | ------------------ | ------------------ | ------------------ | ------------------ |
| 最高気温記録 °F （°C）         | 94 (34)            | 99 (37)            | 104 (40)           | 107 (42)           | 105 (41)           | 106 (41)           | 107 (42)           | 108 (42)           | 107 (42)           | 100 (38)           | 97 (36)            | 93 (34)            | 108 (42)           |
| 平均最高気温 °F （°C）         | 69.7 (20.9)        | 73.5 (23.1)        | 79.2 (26.2)        | 84.4 (29.1)        | 89.2 (31.8)        | 93.6 (34.2)        | 94.9 (34.9)        | 95.7 (35.4)        | 91.5 (33.1)        | 85.4 (29.7)        | 78.7 (25.9)        | 70.7 (21.5)        | 83.9 (28.8)        |
| 平均最低気温 °F （°C）         | 49.7 (9.8)         | 52.7 (11.5)        | 57.9 (14.4)        | 64.3 (17.9)        | 70.8 (21.6)        | 74.6 (23.7)        | 75.3 (24.1)        | 75.3 (24.1)        | 72.3 (22.4)        | 64.9 (18.3)        | 57.9 (14.4)        | 50.7 (10.4)        | 63.9 (17.7)        |
| 最低気温記録 °F （°C）         | 14 (−10)           | 21 (−6)            | 12 (−11)           | 37 (3)             | 46 (8)             | 57 (14)            | 60 (16)            | 60 (16)            | 52 (11)            | 33 (1)             | 29 (−2)            | 15 (−9)            | 14 (−10)           |
| 降水量 inch （mm）             | 1.23 (31.2)        | 1.70 (43.2)        | 1.51 (38.4)        | 2.13 (54.1)        | 3.02 (76.7)        | 2.32 (58.9)        | 2.31 (58.7)        | 2.24 (56.9)        | 5.33 (135.4)       | 3.14 (79.8)        | 1.41 (35.8)        | 1.60 (40.6)        | 27.95 (709.9)      |
| 出典：National Weather Service |                    |                    |                    |                    |                    |                    |                    |                    |                    |                    |                    |                    |                    |

## 人口動態
以下は2000年国勢調査による人口統計データである。
| 基礎データ - 人口: 57,564 人（2010年では44,894人） - 世帯数: 19,021 世帯 - 家族数: 14,360 家族 - 人口密度: 652.4人/km2（1,689.6 人/mi2） - 住居数: 23,008 軒 - 住居密度: 260.7軒/km2（675.3 軒/mi2） 人種別人口構成 - 白人: 78.68% - アフリカン・アメリカン: 0.92% - ネイティブ・アメリカン: 0.52% - アジア人: 0.88% - 太平洋諸島系: 0.03% - その他の人種: 16.39% - 混血: 2.58% - ヒスパニック・ラテン系: 72.76% 年齢別人口構成 - 18歳未満: 30.7% - 18-24歳: 9.6% - 25-44歳: 26.5% - 45-64歳: 18.0% - 65歳以上: 15.0% - 年齢の中央値: 32歳 - 性比（女性100人あたり男性の人口） - 総人口: 90.8 - 18歳以上: 85.0 | 世帯と家族（対世帯数） - 18歳未満の子供がいる: 38.6% - 結婚・同居している夫婦: 55.6% - 未婚・離婚・死別女性が世帯主: 16.2% - 非家族世帯: 24.5% - 単身世帯: 20.9% - 65歳以上の老人1人暮らし: 10.3% - 平均構成人数 - 世帯: 2.94人 - 家族: 3.44人 収入と家計 - 収入の中央値 - 世帯: 30,296米ドル - 家族: 34,015米ドル - 性別 - 男性: 27,014米ドル - 女性: 21,795米ドル - 人口1人あたり収入: 13,886米ドル - 貧困線以下 - 対人口: 24.9% - 対家族数: 19.3% - 18歳未満: 34.7% - 65歳以上: 16.2% |

リオグランデ・バレー下流の他の都市と同様に、人口のかなりの部分と市経済への貢献者は「冬のテキサス人」である。概して中西部北部やカナダからの引退者が多く、11月から3月の間に北部の厳しい冬を避けてテキサスに来ている。

## スポーツとレクリエーション
マイナーリーグ野球のユナイテッドリーグ・ベースボールに属するリオグランデバレー・ホワイトウィングスがハーリンジンを本拠地にしている。1994年から2003年までと2006年から現在に活動している。2000年、テキサス・ルイジアナ・リーグで優勝した。
バレー・レースパークはグレイハウンドのレース場である。州内ではパリ・ミュチュエル方式のギャンブルを認めた最初のグレイハウンド・レース場である。この施設は完全空調が施され、特別観覧席は8万平方フィート (7,400 m2) 以上ある。この観覧席では400台以上のモニターで、全国の主要グレイハウンド・レース場や競馬場の同時放送を50以上映し出すことができる。1995年秋に一旦閉鎖されたが、5年後の2000年春に再開された。
ワールド野鳥観測センターはハーリンジン市内のヒュー・ラムゼー自然公園内にある。この公園に新しく7,250平方フィート (674 m2) のビジターセンターを設計中である。この2階建ての会館にはギフトショップ、展望塔、集会室、屋内展望領域が入る。ラムゼー自然公園内とシケットには駐車場と長い歩道ができ、地図、情報室や公衆トイレが出来る予定である。

## 市政府
ハーリンジン市は全市から選ばれた市長と、5つの小選挙区から選ばれた市政委員5人の委員会が統治している。全て3年毎に改選される。
市政委員会は毎月第1および第3水曜日の午後5時半から市役所で会合を開いている。
市内には、国内で52ある移民裁判所の1つがあり、移民に関わる事件を裁いている。その主機能は国外退去手続きを実行することであり、国内にいる非市民の退去強制を決定する行政手続きである。
テキサス州刑事司法省が市内にあるハーリンジン仮釈放事務所を運営している。
アメリカ合衆国郵便公社が、ハーリンジン郵便局とハーリンジン中心街郵便局の2つを運営している。
ハーリンジン武装軍予備役センターは市内ティージ・アベニュー西1300にある。この施設はアメリカ陸軍予備役、アメリカ海軍予備役、アメリカ海兵隊予備役からアメリカ合衆国武装軍の予備役部隊を収容する施設である。月例の訓練に使われることが多い。
ハーリンジン警察署が市内の警察機能を担当している。2012年に犯罪率を20%減少し、2013年はさらに20%減らす活動を行っている。警官は134人居る。

## 教育

### 初等中等教育
市内の公共教育はハーリンジン統合独立教育学区と南テキサス独立教育学区が管轄している。高校は3校ある。私立のセントアンソニー・カトリック学校は幼稚園から8年生までの教区学校である。生徒数は220人である。
マリーン士官学校は全国的に認められた私立男子のカレッジ準備学校であり、市内にある。

### 高等教育機関
市内にはテキサス州立工業カレッジの分校があり、2年制の工業学校である。近くのブラウンズビルにあるテキサス大学ブラウンズビル校とテキサス・サウスモースと・カレッジ、マッカレンにある南テキサスカレッジ、エディンバーグにあるテキサス・パンアメリカン大学にも進学できる。
2002年、テキサス大学健康科学センターサンアントニオ校が、ハーリンジン市内に地域学術健康センターを開いた。サンアントニオ校の医学生3年生と4年生がこのセンターを基地としてリオグランデ・バレーの医療ローテーションを完成させることができる。内科学の研修期間も支援している。センター図書館は一般に開放されている。

### 公共図書館
ハーリンジン公共図書館は地元住民に対応している。

## 医療
ハーリンジン医療センターは全国的に認められ表彰をされた総合急性医療病院であり、市内にある。肥満治療（外科的減量）、心臓手術、心臓病、救急医療、消化器病、画像診断、内科医療、神経病、産婦人科、整形外科、整形手術、小児科、睡眠時無呼吸治療、血管と血管内手術、創傷治癒医療を行っている。
2002年10月の開院以来、患者の治療と症例の蓄積に集中する文化を養成し、先進治療を選択できるようにし、対象とする町の健康と福祉を支援することで患者のために可能な限りの対応に取り組んできた。
病床は112床あり、全て個室である。リオグランデ・バレーでは最先端かつ最新の医療を提供している。
バレー・バプテスト医療センターは85年間以上も優れた医療と医学的先進性でリオグランデ・バレーの指導的存在であり続けている。心臓や脳卒中の手当、関節置換術、女性と子供のケア、ロボットなど侵襲の少ない手術などで多くの技法を開拓してきた。586床のあるキャメロン郡で現在まで最大の総合病院であり、エド・キャリー・ドライブとピース通りの角に位置している。38室の最新式救急医療部があり、屋上にはヘリポートを備え、地域の外傷センターとして機能している。さらに、総括的脳卒中治療を提供する地域唯一の病院であり、先進的血管内神経治療も行っている。アメリカ国内やカナダから、膝と腰骨の置換など整形外科手術を受けに来ている。また市内で唯一の新生児集中治療室、キャメロン郡で唯一の小児集中治療室、陣痛、分娩、快復用個室、家族中心の母胎ケア室、女性の手術室、日帰り手術、通院治療など女性と子供の完全なケアが行えるようにしている。さらに地域唯一の認証された糖尿病教育プログラムや創傷治癒医療センターと足のケア研究所、外科および医療的減量プログラムなど、最も重要な関心事の幾つかにも取り組んでいる。
市内3番目の病院としてソラーラ病院は長期急性治療施設であり、患者は1か月単位で治療が受けられるので、総合病院の短期間治療とは対照的である。この病院は41床あり、ソラーラ・ヘルスケア・オブ・ダラス、バレー・バプテスト健康システムおよび地元の医師が所有している。
バレー診断医院は、心臓病、消化器病、神経病など掛かり付け医と専門家がいる大型外来施設である。55年間運営された後の2009年10月に不明瞭な状況で閉鎖された。
地域学術健康センターはテキサス大学健康科学センターサンアントニオ校の学外キャンパスとして教育型病院である。
スー・クリニカ・ファミリアは歯科、内科、女性の健康と小児科に集中する境界領域に合わせた医療を行っている。近くにある地域学術健康センターと教育事業で共同している。
バレー・エアケアInc.は、救急医療とヘリコプターによる重患搬送サービスを行っている。ハーリンジン市の基地から半径150マイル (240 km) が対象範囲であり、北アメリカ中の固定翼サービスとも連携している。
アメリカ合衆国退役軍人省ヘルスケアセンターがハーリンジン市ベテランズ・ドライブ2601にある。これはリオグランデ・バレー地域の退役兵についてテキサス・バレー海岸ベンド・ヘルスケア・システムの下で主要な退役兵管理医療施設である。外来手術、心臓病、歯科、耳鼻咽喉科、眼科、消化器科、実験室、行動保健学、皮膚科、整形外科、物理療法とリハビリ、足治療、人工装具と切断手術、肺疾患、リウマチ、泌尿器科、児童相談所、感染症、一般外科、家庭医療（地域老人ホーム、家庭医療プログラム）をカバーしている。また、トレジャーヒルズ・ブールバード2106にあるハーリンジン外来クリニックでは、研究室、メンタルヘルス、栄養学、検眼、社会福祉、その他一次医療を行っている。
ハーリンジン外来外科および専門外来センターが2011年1月に開かれ、退役兵の医療を行っている。。整形外科、泌尿器科、消化器科、耳鼻咽喉科、感染症、皮膚科、心臓病科、腫瘍学、神経科、リウマチ科、人工装具と切断手術、内視鏡検査が行われている。
リオグランデ州立センターはリオグランデ・バレーで医療、入院心疾患治療、知的障害のある人に対する長期治療を行う唯一の公的機関である。このセンターの精神医学病院は55床の入院施設であり、また長期療養のために75床の滞在型施設もある。外来患者用医院が南テキサスの成人のために一次医療を行っている。
トレジャーヒルズ・ブールバードにあるロナルド・マクドナルド・ハウスは1998年に開院し、個人の寄付、助成金、および資金集め行事で資金が手当てされた。これは重病や重傷の治療を行う子供のいる家庭に「まるで自分の家のような家」となっている。多くの家族がその子供達の最善の治療のために、大型の医療センターに遠路を旅してきている。ロナルド・マクドナルド・ハウスは、子供の病気のトラウマに直面する家族が滞在するために安全で快適な場所を提供している。子供が診断を受け治療される間、家族は大変少額の滞在費でハウスに滞在できる。国内には232か所、海外には22か所のこのようなハウスがあり、世界全体で約6,000室がある。各ハウスは地域の医療社会員、企業や公的な指導者、親とボランティア、マクドナルド店舗の所有者と運営者による非営利組織が運営している。

## インフラ

### 空港
ハーリンジン市のバレー国際空港はリオグランデ・バレー下流部と北メキシコをサービス範囲にしており、アメリカ＝メキシコ国境の両側200万人以上が利用している。市の北東部に位置し、ロス・インディオスにある自由貿易橋を通って国境を通過する選択肢がある。リオグランデ・バレーの航空貨物ハブと提携しており、DHL、フェデックス、BAXグローバル、コンティネンタル・イクスプレス・カーゴ、サウスウエスト航空カーゴなど運送業者と密接に協業している。1975年、サウスウエスト航空がウィークデイに毎日バレー国際空港を利用してリオグランデ・バレーへの往復便4便を就航させた。現在はオースティン、ダラス・ラブフィールド空港、ヒューストン・ホビー空港、サンアントニオとの間に直行便を飛ばしている。他にユナイテッド・エクスプレスがヒューストン・インターコンティネンタル空港に就航し、サンカントリー航空がミネアポリス・セントポール国際空港とダラス・フォートワース国際空港に9月から5月まで直行便を運航している。

### 高規格道路
ハーリンジン市はアメリカ国道77号線（州間高速道路69号線東）とアメリカ国道83号線（州間高速道路2号線）が交わる所にある。州間高速道路69号線東は市内を南北に通り、州間高速道路2号線は市が東端となっている。アメリカ国道77号線はリオグランデ・バレーをコーパスクリスティで州間高速道路37号線と接続している。アメリカ国道83号線はラレドで州間高速道路35号線と接続している。

### 国際貿易橋
ロス・インディオスにある自由貿易橋はハーリンジン市から南16キロメートルにある最新式の国境橋である。同時に75台までのトラックを検査できる税関検査施設があり、リオグランデ・バレーで最も時間効率の良い越境設備となっている。北メキシコでは4車線であり、マタモロスやレイノサ、さらに工業都市モンテレイなど国境の都市への早道となっている。タマウリパス州の新しい高速道路が完成すれば、メキシコ内陸部と工業製品の輸送が乗り継ぎ無しに効率的に行われるようになる。

### 港
ハーリンジン港が市の東6キロメートル、州道106号線沿いにある。メキシコ湾沿岸内水路のマイル標646から西に40キロメートルにあり、沿岸内水路はメキシコ国境のブラウンズビルからフロリダ州セントマークスまでメキシコ湾岸全体にそって延びている。その全長は2,100キロメートル以上、水深は3.6メートル、幅は38メートルある。ハーリンジン水路も幅38 メートル、水深3.6メートルあり、コロラド峡谷から清水が供給されている。

### 鉄道
ユニオン・パシフィック鉄道がハーリンジン市内にターミナルと操車場を持っている。ハーリンジン産業団地とハーリンジン港まで鉄道が通っている。
ハーリンジン市は鉄道町として豊富な歴史がある。しかしサザン・パシフィック鉄道の駅が解体された。これはリオグランデ・バレーに4つあった駅の1つだった（他にはブラウンズビル駅で現在は博物館、マッカレン駅は現在法律事務所、エディンバーグ駅は現在商工会議所となっている）。

## 文化と見どころ
- ハーリンジン美術文化遺産博物館
- ハーリンジン芸能センター
- 硫黄島記念博物館
- 硫黄島祈念碑

## メディア

### 新聞
- 「バレー・モーニング・スター」
- 「ブラウンズビル・ヘラルド」
- 「ザ・モニター」
- 「アイランド・ブリーズ」

### テレビとラジオ
市内で視聴できるテレビ局は全国ネットのものなど14局ある。聴取できるラジオはFM局が23局、AM局が11局あり、スペイン語の放送も多い。

## 著名な出身者
- トーマス・ヘイデン・チャーチ、俳優、ハーリンジン高校卒